# Nolinor Aviation

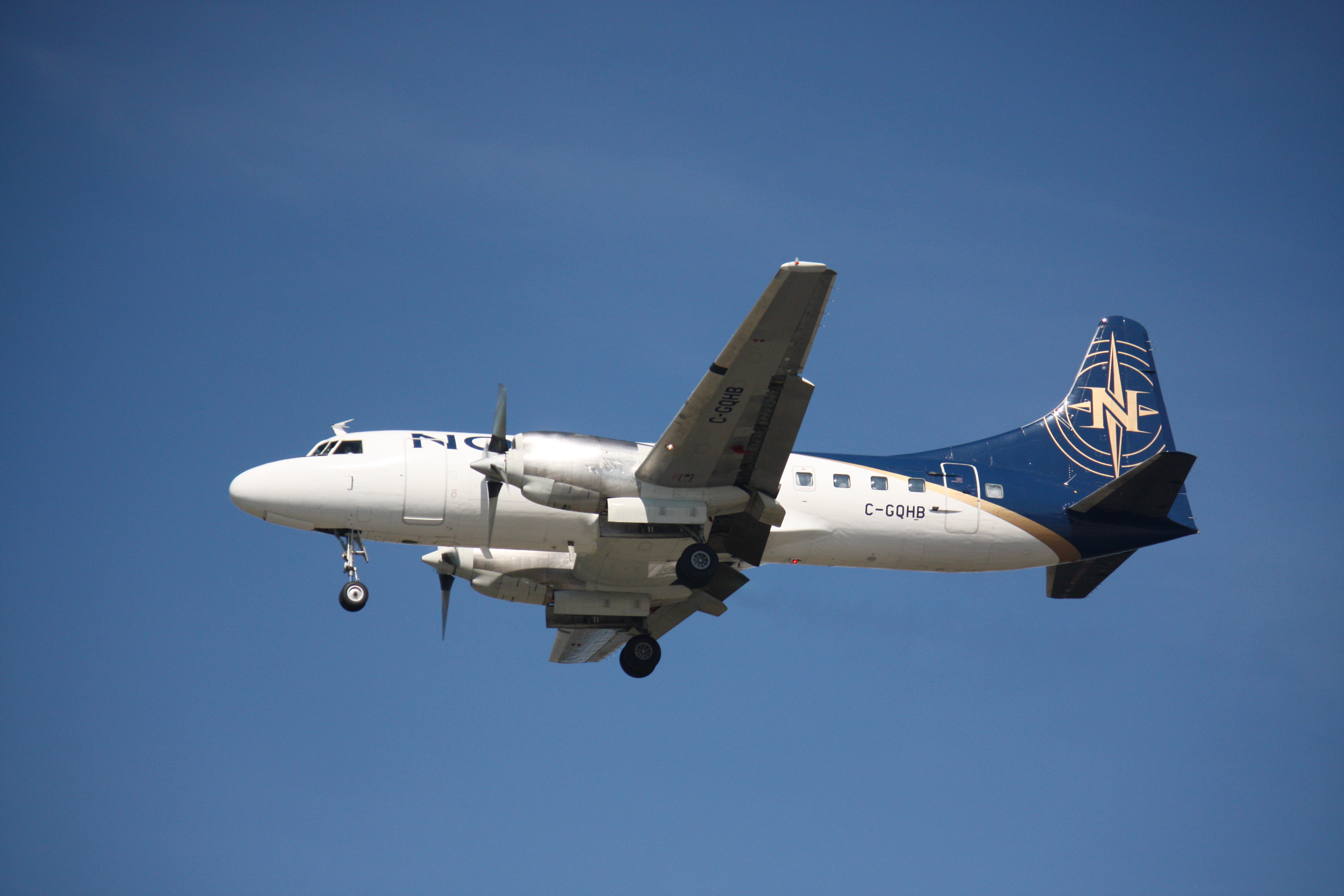
Convair 580 авиакомпании Nolinor Aviation садится в Международном аэропорту Ванкувер

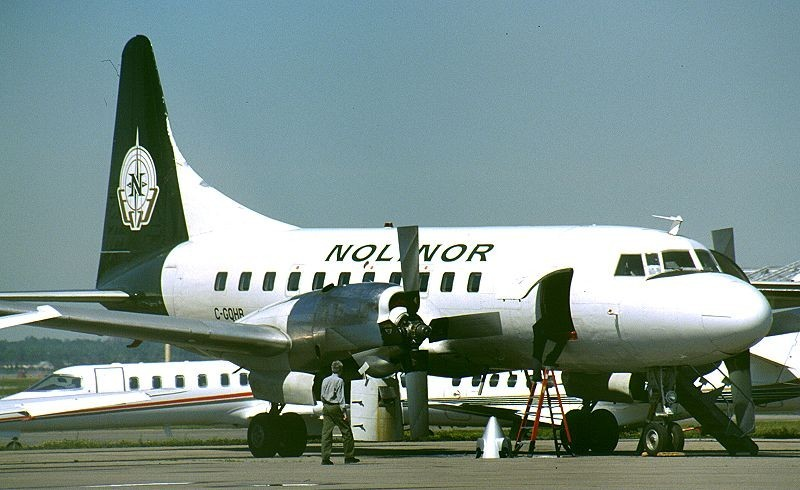
Convair 580 авиакомпании Nolinor Aviation (регистрационный C-GQHB) в аэропорту Дорваль

Les Investissements Nolinor Inc., действующая как Nolinor Aviation — чартерная авиакомпания Канады со штаб-квартирой в городе Монреаль (провинция Квебек).
Компания выполняет чартерные перевозки по городам Канады и Соединённых Штатов Америки. Базовым аэропортом и главным транзитным узлом (хабом) авиакомпании является Международный аэропорт Монреаль имени Пьера Эллиота Трюдо.

## История
Авиакомпания Nolinor Aviation была образована в 1992 году и начала операционную деятельность пять лет спустя с выполнения разовых перевозок рыбаков и туристов в окрестностях города Шеффервилл. В июне 1999 года компания получила разрешение на проведение технических и сервисных работ по обслуживанию воздушных судов. По состоянию на март 2007 года в Nolinor Aviation работало 60 сотрудников.
В 2001 году авиакомпания приобрела свой первый грузовой самолёт Convair 580 и начала выполнение грузовых авиаперевозок между населёнными пунктами северной части Канады и Соединёнными Штатами Америки. Спустя три года компания приобрела ещё два лайнера того же типа для удовлетворения быстрорастущего спроса на грузовые перевозки в данных регионах, а в 2006 году воздушный флот пополнился самолётом Convair 580 в пассажирской конфигурации (регистрационный номер C-GKFP).
В 2004 году Nolinor Aviation перешла в собственность семьи Pru’Homme, которая стала основным держателем акций авиаперевозчика. После этого воздушный флот компании был увеличен на несколько самолётов, а в 2005 году аэропортом базирования авиакомпании был выбран Международный аэропорт Монреаль Мирабель, в который была перенесена основная база Nolinor Aviation по техническому обслуживанию и ремонту воздушных судов. Суммарная площадь самолётных ангаров на новом месте базирования составила 10 000 квадратных метров, что позволяло проводить технические работы с самолётами Boeing 747-200, Boeing 767, Airbus A310 и Airbus A320. В настоящее время собственные площади авиакомпании составляют 30 тысяч квадратных метров, необходимых как для стоянок собственных судов Convair 580, так и для размещения лайнеров сторонних авиакомпаний.
В 2006 году Nolinor Aviation была названа лучшим коммерческим предприятием провинции Квебек по итогам конкурса, проводившегося Национальным банком Канады.
В ноябре 2007 года воздушный флот перевозчика пополнился двумя самолётами Boeing 737-200 в грузопассажирских конфигурациях, ранее эксплуатировавшихся во флагманской авиакомпании Марокко Royal Air Maroc.

## Базы
Технические и сервисные базы авиакомпании находятся в следующих аэропортах:
- Международный аэропорт Монреаль имени Пьера Эллиота Трюдо
- Международный аэропорт Монреаль Мирабель
- Международный аэропорт Виннипег имени Джеймса Армстронга Ричардсона

## Ливрея
Современная цветовая схема ливреи самолётов авиаперевозчика была разработана в 2003 году голландской дизайнерской фирмой Lila Design.

## Флот
По состоянию на январь 2008 года воздушный флот авиакомпании Nolinor Aviation составляли следующие самолёты:
- 7 Convair 580 — 4 самолёта (вместимость каждого от 30 до 50 пассажиров) и 3 самолёта в грузовой конфигурации вместимостью до 6,8 тонн каждый[3].
- 2 Boeing 737-200C — вместимостью до 100 пассажиров каждый.